# FMV-B1
FMV-B1 là loại vũ khí phá vật cản sử dụng động cơ tên lửa đẩy nhiên liệu rắn do Viện Tên lửa- Viện Khoa học và Công nghệ Quân sự (Bộ Quốc phòng) nghiên cứu và chế tạo thành công từ năm 2016. FMV-B1 được sử dụng trong huấn luyện sẵn sàng chiến đấu với nhiệm vụ phá hủy hàng rào dây thép gai, cảm biến, bãi mìn,...bố trí quanh hệ thống trận địa phòng ngự của đối phương.

## Lịch sử
Trong tác chiến phòng ngự, đối phương thường bố trí hệ thống dây kẽm gai xen kẽ các loại mìn, hầm chông, cạm bẫy ,...để bảo vệ trận địa phòng ngự của chúng. Chiều dài của bãi mìn và hàng rào dây kẽm gai bao trọn chiều dài của trận địa phòng ngự, chiều sâu từ hàng chục tới hàng trăm mét. Trước đây trong chiến tranh Đông Dương và phần lớn thời gian của chiến tranh Việt Nam, Quân đội Nhân dân Việt Nam thường sử dụng bộc phá ống để phá hủy các hàng rào dây kẽm gai và bãi mìn này, mở đường cho lực lượng chủ lực đột phá vào trận địa phòng ngự của đối phương. Tuy nhiên, hình thức này có nhược điểm là khiến cho người sử dụng bộc phá phải đối mặt trực tiếp với hỏa lực của địch, gây ra nhiều hy sinh, tổn thất. Từ đó nảy sinh yêu cầu phải chế tạo một vũ khí phá vật cản có thể cho phép bộ đội phá hủy hàng rào kẽm gai và bãi mìn từ khoảng cách an toàn và có hiệu quả cao hơn. 

Thử nghiệm vũ khí phá vật cản FRA.

Trong giai đoạn sau của cuộc chiến tranh Việt Nam , Viện Kỹ thuật quân sự đã thiết kế và chế tạo thành công vũ khí phá vật cản FR trên cơ sở tham khảo vũ khí phá vật cản UZE của Liên Xô.Hệ thống dùng động cơ tên lửa ĐKB làm động lực kéo, khi chiến đấu, một đầu dây cáp buộc cố định vào hàng rào, đầu còn lại buộc cố định vào động cơ tên lửa và điểm hỏa. FR phá được hàng rào dây thép gai trên mặt đất có độ dốc từ 180 đến 200, mở cửa rộng từ 5-6m, có thể phá sạch mìn và rào chiều sâu từ 70-75m. Khi phát hỏa, động cơ tên lửa kéo theo một dây cáp mềm gắn liền với hàng chục ống bộc phá bay về phía trước. Đến cự ly đã định, cả động cơ tên lửa và toàn bộ số ống bộc phá bị cọc neo giữ lại, theo quán tính số bộc phá được rải đều trên diện rộng và phát nổ, phá hủy hàng rào kẽm gai và bãi mìn của địch. Loại vũ khí này được sử dụng thành công lần đầu trong trận tiến công điểm cao 544 mở màn Chiến dịch Trị Thiên ngày 30 tháng 3 năm 1972. Sau đó, nó được sử dụng nhiều lần trong các trận tiến công căn cứ Ái Tử, trận tiến công chi khu quân sự Thượng Đức năm 1974,...Tuy nhiên FR còn một số điểm yếu như chiều sâu cửa mở còn hạn chế, các khối thuốc nổ điểm hỏa không đều dẫn tới hiệu quả phá vật cản trong nhiều trận đánh còn chưa đạt yêu cầu.

## Sơ lược cấu tạo và nguyên lý hoạt động
Cấu tạo của vũ khí phá vật cản FMV-B1 gồm: Bệ phóng; động cơ; điểm hỏa cơ khí ; 11 module nổ ; hộp neo hãm; cọc neo và ngòi nổ cơ khí. Các bộ phận này có thể tháo rời và lắp ráp nhanh chóng giúp đảm bảo khả năng cơ động trong chiến đấu. Nguyên lý hoạt động của vũ khí FMV-B1 là sử dụng động cơ tên lửa nhiên liệu rắn kéo chuỗi nổ mềm dài liên tục. Khi điểm hỏa, tầng 1 của động cơ hoạt động , tạo ra vận tốc rời bệ đủ cho hoạt động ổn định trên quỹ đạo, đồng thời kéo toàn bộ chuỗi nổ lên khỏi mặt đất. Áp suất của tầng 1 đảm bảo bởi các loa phụt rời dạng côn, gắn trên cụm loa phụt ở đuôi động cơ. Tầng 2 được kích hoạt bởi bộ giữ chậm lắp ở cụm trung gian giữa 2 tầng lực đẩy.Tên lửa đưa chuỗi nổ đến hàng rào nhiều lớp, bãi mìn và được kích nổ bằng ngòi nổ cơ khí giữ chậm hỏa thuật.
Ưu điểm nổi bật của FMV-B1 so với vũ khí phá rào FR trước đó là :sử dụng bộ phóng với kết cấu dạng trượt đơn giản, sử dụng động cơ nhiên liệu rắn thuận tiện cho việc triển khai trên nhiều loại địa hình. FMV-B1 cũng sử dụng cáp thép thay cho thang dây mang thuốc nổ của FR, cáp thép này có chức năng liên kết bộ phóng với chuỗi nổ, cáp có độ dài vừa đủ để chuỗi nổ không bị ảnh hưởng bởi luồng phụt của động cơ khi động cơ hoạt động. Ngòi nổ được lắp ở đầu cuối của chuỗi nổ. Chuỗi nổ neo là các đoạn chuỗi nổ dạng mềm được cố định trên dây trục và có thể tách rời thành 11 module thuận tiện cho mang vác. Hệ thống neo hãm dạng mềm trên cơ sở kết hợp hãm bằng lực cản khí động dù hãm với neo hãm bằng dây mềm có độ đàn hồi lớn. Việc sử dụng khối nổ dạng rắn và cáp thép giúp FMV-B1 có độ tin cậy cao hơn và truyền nổ tốt hơn, đều hơn so với vũ khí FR.
Với các cải tiến nêu trên, FMV-B1 có thể tạo cửa mở rộng từ 6-9m, sâu vào bên trong lớp rào gần 200m, cửa mở đối với bãi mìn chống tăng rộng từ 4–6 m. Tầm bắn tối đa do nhà sản xuất công bố: 200–260 m.

## Lịch sử trang bị
Năm 2014, nhóm đề tài "Nghiên cứu thiết kế chế tạo vũ khí phá vật cản cho bộ binh (FMV-B1)" của Viện Tên lửa- Viện Khoa học và Công nghệ quân sự do đại tá, PGS.TS Trịnh Hồng Anh làm chủ nhiệm đề tài đã báo cáo kết quả nghiên cứu của dự án. Từ đầu năm 2017, FMV-B1 được xưởng X-55 -Cục Quân huấn sản xuất loạt nhỏ để phục vụ công tác huấn luyện và sẵn sàng chiến đấu trong toàn quân. Cũng trong năm này, vũ khí FMV-B1 đã lần đầu tham gia diễn tập bắn đạn thật quy mô lớn do Bộ Quốc phòng tổ chức vào ngày 19 tháng 11 tại Trường bắn quốc gia khu vực 1. Hiện nay vũ khí này đã được sản xuất loạt quy mô lớn.

Vũ khí phá vật cản FMV-T2 trong diễn tập ĐT-23.

## Phiên bản
- FMV-08: Bản thử nghiệm thế hệ đầu tiên, thử nghiệm thành công năm 2010[12].
- FMV-B1 : Bản tiêu chuẩn, sản xuất hàng loạt từ năm 2017.
- FMV-B gắn trên xe cơ giới: phiên bản thử nghiệm FMV-B1 với lượng nổ lớn hơn, gắn trên xe bọc thép M 113[13]. Trong một lần bắn thử, lượng nổ bị kích nổ ngay trên xe đã phá hủy toàn bộ phương tiện. Không bao giờ đi vào sản xuất loạt.
- FMV-T2: Phiên bản sử dụng để mở cửa mở cho xe tăng[14]. Động cơ có lực đẩy mạnh hơn, chuỗi nổ có sức công phá xấp xỉ 960 kg thuốc nổ TNT. Lần đầu giới thiệu trong diễn tập ĐT-23 tháng 12 năm 2023[15].